# FC Dordrecht in het seizoen 2019/20
Het Keuken Kampioen Divisie 2019/20 seizoen van FC Dordrecht is het 29ste seizoen in het Nederlandse betaald voetbal uit de fusieclub SVV/FC Dordrecht (1992) sinds de invoering van het betaald voetbal in 1954.
Dit seizoen is Cláudio Braga voor het tweede seizoen hoofdtrainer nadat hij een halfjaar eerder werd aangesteld.

## Seizoenssamenvatting

#### April
- Op 10 april werd bekend dat Ramón ten Hove op huurbasis overkwam van Feyenoord.[1]
- Op 23 april maakte FC Dordrecht bekend dat Dylan de Braal overkwam van Helmond Sport. Hij tekende voor twee jaar met een optie voor nog een jaar.[2]
- Op 26 april werd bekend dat Noah Lewis werd gehuurd van Feyenoord.[3]

#### Mei
- Op 24 mei maakte FC Dordrecht bekend dat Stef Gronsveld overkwam van FC Emmen. Hij tekende een contract voor twee jaar.[4]

#### Juni
- Op 19 juni werd bekend dat Nelson Amadin overkwam van Feyenoord. Hij tekende een contract voor twee jaar met een optie voor nog een jaar.[5]
- Op 20 juni werd bekend dat Ian Smeulers werd gehuurd van Feyenoord.[6]
- Op 24 juni maakte FC Dordrecht bekend dat Jaron Vicario overkwam van Feyenoord. Hij tekende een contract voor twee jaar met een optie voor nog een jaar.[7]
- Op 26 juni werd bekend dat FC Dordrecht Zeki Erkılınç overnam van Heracles Almelo. Hij tekende een contract voor twee jaar met een optie voor nog een jaar.[8]

#### Juli
- Op 6 juli verloor FC Dordrecht de eerste oefenwedstrijd van Feyenoord met 1-2. Jaron Vicario wist te scoren.
- Op 13 juli won FC Dordrecht voor het eerst in de voorbereiding met 0-6 van DCV. Quincy Hogesteger (3x), Jaron Vicario, Renny Smith en Zeki Erkılınç zorgden voor de treffers.
- Op 17 juli werd bekend dat Pedro Marques voor één jaar werd gehuurd van Sporting CP.[9]
- Op 19 juli werd bekend dat Fabian de Abreu na een proefperiode een contract tekent voor één jaar met een optie voor nog een jaar.[10]
- Op 20 juli werd bekend dat Savvas Mourgos voor één jaar werd gehuurd van Norwich City.[11]
- Op 20 juli won FC Dordrecht met 0-1 van FC Den Bosch. Pedro Marques was de matchwinner.
- Op 24 juli won FC Dordrecht in de halve finale van het Helders Toernooi met 7-1 van het Helders voetbalelftal. Pedro Marques (3x), Quincy Hogesteger, Zeki Erkılınç en Renny Smith maakten de Dordtse goals.
- Op 27 juli verloor FC Dordrecht in de finale van het Helders Toernooi na strafschoppen tegen Jong AZ nadat het na 90 minuten 1-1 was geworden. Pedro Marques scoorde voor FC Dordrecht.
- Op 30 juli speelde FC Dordrecht met 2-2 gelijk tegen ASWH. Thijs Timmermans en Jaron Vicario scoorde voor de Schapekoppen.

#### Augustus
- Op 3 augustus won FC Dordrecht met 5-3 van Norwich City Onder 23. Fabian de Abreu, Pedro Marques (2x) en Noah Lewis waren de Dordtse doelpuntenmakers.
- Op 9 augustus verloor FC Dordrecht met 0-2 van NAC Breda.
- Op 16 augustus verloor FC Dordrecht met 5-1 van FC Eindhoven. Pedro Marques deed iets terug namens de Schapekoppen.
- Op 19 augustus stopte Peter Drijver als Technisch manager van FC Dordrecht.[12]
- Op 19 augustus werd bekend dat Jordy Wehrmann voor de rest van het seizoen gehuurd werd van Feyenoord. Anass Achahbar trainde mee.[13]
- Op 23 augustus verloor FC Dordrecht met 2-5 van Jong Ajax. Jari Schuurman en Renny Smith wisten nog te scoren voor de Dordtenaren.
- Op 30 augustus speelde FC Dordrecht met 1-1 gelijk tegen Jong AZ. Fabian de Abreu bezorgde de Schapekoppen in blessure tijd een punt.

#### September
- Op 2 september verliet Jeremy Cijntje FC Dordrecht en tekende een contract bij Heracles Almelo.[14]
- Op 3 september werd bekend dat Mohammed Aminu voor de rest van het seizoen werd gehuurd van Manchester City.[15]
- Op 7 september speelde FC Dordrecht met 1-1 gelijk tegen MVV Maastricht. Fabian de Abreu wist voor de tweede keer op rij te scoren.
- Op 9 september werd bekend dat Anass Achahbar het seizoen af maakte bij FC Dordrecht.[16]
- Op 12 september werd bekend dat FC Dordrecht met Andries Noppert een extra keeper heeft toegevoegd aan de selectie.[17]
- Op 13 september speelde FC Dordrecht met 1-1 gelijk tegen FC Volendam. Weer wist Fabian de Abreu als enige te scoren.
- OP 20 september won FC Dordrecht met 2-0 van N.E.C. Dwayne Green maakte zijn eerste doelpunt in het betaald voetbal.
- Op 27 september verloor FC Dordrecht met 3-2 van Almere City FC. Pedro Marques en Jari Schuurman wisten nog te scoren.

#### Oktober
- Op 4 oktober verloor FC Dordrecht met 2-5 van Jong FC Utrecht. Renny Smith kwam 2 keer tot scoren.

## Selectie

### Spelers
| Keepers                                               |                                         |                          |         |    |              |                  |   |   |   |   |   |   |
| 1                                                     | Vlag van Nederland · Vlag van Servië    | Petar Stošković          | 25 jaar | 2e | 2020 (optie) | VV UNA           | 2 | 0 | 0 | 0 | 2 | 0 |
| 21                                                    | Vlag van Nederland                      | Ramón ten Hove           | 21 jaar | 1e | 2020         | Feyenoord        | 5 | 0 | 0 | 0 | 5 | 0 |
| 31                                                    | Vlag van Nederland                      | Jordie van Leeuwen       | 18 jaar | 1e |              | Feyenoord        | 0 | 0 | 0 | 0 | 0 | 0 |
| 32                                                    | Vlag van Nederland                      | Andries Noppert          | 25 jaar | 1e | 2020         | US Foggia        | 2 | 0 | 0 | 0 | 2 | 0 |
| Verdedigers                                           |                                         |                          |         |    |              |                  |   |   |   |   |   |   |
| 2                                                     | Vlag van Nederland                      | Stef Gronsveld           | 23 jaar | 1e | 2021         | FC Emmen         | 2 | 0 | 0 | 0 | 2 | 0 |
| 3                                                     | Vlag van Nederland                      | Daniël Breedijk          | 24 jaar | 3e | 2020         | Sparta Rotterdam | 4 | 0 | 0 | 0 | 4 | 0 |
| 4                                                     | Vlag van Nederland                      | Dylan de Braal           | 24 jaar | 1e | 2021 (optie) | Helmond Sport    | 1 | 0 | 0 | 0 | 1 | 0 |
| 5                                                     | Vlag van Engeland                       | Brandon Ormonde-Ottewill | 23 jaar | 2e | 2020 (optie) | Helmond Sport    | 7 | 0 | 0 | 0 | 7 | 0 |
| 6                                                     | Vlag van Brazilië · Vlag van Spanje     | Fabian de Abreu          | 21 jaar | 1e | 2020 (optie) | Rio Branco AC    | 9 | 3 | 0 | 0 | 9 | 3 |
| 12                                                    | Vlag van Nederland                      | Lewis Montsma            | 21 jaar | 2e | 2020 (optie) | SC Cambuur       | 9 | 0 | 0 | 0 | 9 | 0 |
| 15                                                    | Vlag van Nederland                      | Dwayne Green             | 22 jaar | 2e | 2020 (optie) | RKC Waalwijk     | 8 | 1 | 0 | 0 | 8 | 1 |
| 23                                                    | Vlag van Nederland                      | Noah Lewis               | 18 jaar | 1e | 2020         | Feyenoord        | 5 | 0 | 0 | 0 | 5 | 0 |
| 24                                                    | Vlag van Nederland                      | Ian Smeulers             | 19 jaar | 1e | 2020         | Feyenoord        | 0 | 0 | 0 | 0 | 0 | 0 |
| Middenvelders                                         |                                         |                          |         |    |              |                  |   |   |   |   |   |   |
| 7                                                     | Vlag van Nederland                      | Jari Schuurman           | 22 jaar | 2e | 2022         | Feyenoord        | 8 | 2 | 0 | 0 | 8 | 2 |
| 8                                                     | Vlag van Nederland                      | Jordy Wehrmann           | 20 jaar | 1e | 2020         | Feyenoord        | 2 | 0 | 0 | 0 | 2 | 0 |
| 10                                                    | Vlag van Oostenrijk · Vlag van Engeland | Renny Smith              | 22 jaar | 2e | 2021         | FC Südtirol      | 9 | 3 | 0 | 0 | 9 | 3 |
| 16                                                    | Vlag van Nederland                      | Thomas Kok               | 21 jaar | 3e | 2020         | Willem II        | 9 | 0 | 0 | 0 | 9 | 0 |
|                                                       | Vlag van Griekenland                    | Savvas Mourgos           | 21 jaar | 2e | 2020         | Norwich City     | 0 | 0 | 0 | 0 | 0 | 0 |
| Aanvallers                                            |                                         |                          |         |    |              |                  |   |   |   |   |   |   |
| 9                                                     | Vlag van Portugal                       | Pedro Marques            | 21 jaar | 1e | 2020         | Sporting CP      | 9 | 2 | 0 | 0 | 9 | 2 |
| 11                                                    | Vlag van Curaçao · Vlag van Nederland   | Jeremy Cijntje           | 21 jaar | 3e | 2020 (optie) | Eigen jeugd      | 4 | 0 | 0 | 0 | 4 | 0 |
| 11                                                    | Vlag van Ghana                          | Mohammed Aminu           | 18 jaar | 1e | 2020         | Manchester City  | 0 | 0 | 0 | 0 | 0 | 0 |
| 19                                                    | Vlag van Nederland                      | Thomas Schalekamp        | 19 jaar | 2e | 2020         | Eigen jeugd      | 7 | 0 | 0 | 0 | 7 | 0 |
| 20                                                    | Vlag van Nederland · Vlag van Marokko   | Anass Achahbar           | 25 jaar | 1e | 2020         | PEC Zwolle       | 4 | 0 | 0 | 0 | 4 | 0 |
| 22                                                    | Vlag van Turkije · Vlag van Nederland   | Zeki Erkılınç            | 21 jaar | 1e | 2021 (optie) | Heracles Almelo  | 4 | 0 | 0 | 0 | 4 | 0 |
| 25                                                    | Vlag van Nederland · Vlag van Curaçao   | Quincy Hogesteger        | 18 jaar | 2e | 2021         | Eigen jeugd      | 4 | 0 | 0 | 0 | 4 | 0 |
| 26                                                    | Vlag van Nederland                      | Nelson Amadin            | 18 jaar | 1e | 2021 (optie) | Feyenoord        | 0 | 0 | 0 | 0 | 0 | 0 |
| 27                                                    | Vlag van Curaçao · Vlag van Nederland   | Jaron Vicario            | 19 jaar | 1e | 2021 (optie) | Feyenoord        | 6 | 0 | 0 | 0 | 6 | 0 |
| *Tabel voor het laatst bijgewerkt op 10 oktober 2019. |                                         |                          |         |    |              |                  |   |   |   |   |   |   |

| # | Reden                            |
| - | -------------------------------- |
|   | Speelt op huurbasis bij de club. |

| # | Reden                                         |
| - | --------------------------------------------- |
|   | Heeft de club gedurende het seizoen verlaten. |

* Leeftijden per 1 juli 2019

* Bij sommige contracten maakt de club gebruik van een optie die gelicht kan worden aan het einde van een contract waardoor de speler nog een extra jaar aan de club verbonden blijft
Bij blessures of schorsingen wordt het team, wanneer nodig, aangevuld met jeugdspelers.

### Technische staf
Cláudio Braga gaat zijn tweede seizoen als hoofdtrainer van FC Dordrecht in. Ook dit jaar wordt hij bij gestaan door assistent-trainer Johan Versluis. Chaly Jones komt over van Feyenoord en zal zowel de rol van assistent als die van spitsentrainer op zich nemen.
| Naam             | Functie           | Sinds |
| ---------------- | ----------------- | ----- |
| Cláudio Braga    | Hoofdtrainer      | 2019  |
| Johan Versluis   | Assistent-trainer | 2019  |
| Arben Kasolli    | Keeperstrainer    | 2019  |
| Chaly Jones      | Spitsentrainer    | 2019  |
| Michael Koedam   | Conditietrainer   | 2011  |
| Ariejan Wallaard | Teammanager       | 2007  |
| Robin Feenstra   | Video-analist     | 2017  |

## Transfers
In
|                                       | Naam               | Positie      | Oude club       | Land      | Per               | Transfersom  |
|                                       | Transfers          | Transfers    | Transfers       | Transfers | Transfers         | Transfers    |
| ------------------------------------- | ------------------ | ------------ | --------------- | --------- | ----------------- | ------------ |
| Vlag van Nederland                    | Jari Schuurman     | Middenvelder | Feyenoord       | Nederland | 1 juli 2019       | Transfervrij |
| Vlag van Nederland                    | Dylan de Braal     | Verdediger   | Helmond Sport   | Nederland | 1 juli 2019       | Transfervrij |
| Vlag van Nederland                    | Stef Gronsveld     | Verdediger   | FC Emmen        | Nederland | 1 juli 2019       | Transfervrij |
| Vlag van Nederland                    | Nelson Amadin      | Aanvaller    | Feyenoord       | Nederland | 1 juli 2019       | Transfervrij |
| Vlag van Curaçao · Vlag van Nederland | Jaron Vicario      | Aanvaller    | Feyenoord       | Nederland | 1 juli 2019       | Transfervrij |
| Vlag van Turkije · Vlag van Nederland | Zeki Erkılınç      | Aanvaller    | Heracles Almelo | Nederland | 1 juli 2019       | Transfervrij |
| Vlag van Nederland                    | Jordie van Leeuwen | Doelman      | Feyenoord       | Nederland | 1 juli 2019       | Transfervrij |
| Vlag van Brazilië · Vlag van Spanje   | Fabian de Abreu    | Verdediger   | Rio Branco AC   | Brazilië  | 19 juli 2019      | Transfervrij |
| Vlag van Nederland · Vlag van Marokko | Anass Achahbar     | Aanvaller    | PEC Zwolle      | Nederland | 9 september 2019  | Transfervrij |
| Vlag van Nederland                    | Andries Noppert    | Doelman      | US Foggia       | Italië    | 12 september 2019 | Transfervrij |
|                                       | Gehuurd            |              |                 |           |                   |              |
| Vlag van Nederland                    | Ramón ten Hove     | Doelman      | Feyenoord       | Nederland | 1 juli 2019       | -            |
| Vlag van Nederland                    | Noah Lewis         | Verdediger   | Feyenoord       | Nederland | 1 juli 2019       | -            |
| Vlag van Nederland                    | Ian Smeulers       | Verdediger   | Feyenoord       | Nederland | 1 juli 2019       | -            |
| Vlag van Portugal                     | Pedro Marques      | Aanvaller    | Sporting CP     | Portugal  | 19 juli 2019      | -            |
| Vlag van Griekenland                  | Savvas Mourgos     | Middenvelder | Norwich City    | Engeland  | 2 augustus 2019   | -            |
| Vlag van Ghana                        | Mohammed Aminu     | Aanvaller    | Manchester City | Engeland  | 1 september 2019  | -            |

Uit
|                                               | Naam                  | Positie      | Nieuwe club     | Land      | Per              | Transfersom |
|                                               | Transfers             | Transfers    | Transfers       | Transfers | Transfers        | Transfers   |
| --------------------------------------------- | --------------------- | ------------ | --------------- | --------- | ---------------- | ----------- |
| Vlag van Curaçao · Vlag van Nederland         | Jeremy Cijntje        | Aanvaller    | Heracles Almelo | Nederland | 2 september 2019 | Onbekend    |
|                                               | Contract ontbonden    |              |                 |           |                  |             |
| Vlag van Nederland · Vlag van Marokko         | Oussama Zamouri       | Aanvaller    | Oxford United   | Engeland  | 1 juli 2019      | -           |
| Vlag van Nederland                            | Siebe Schets          | Aanvaller    | Onbekend        | –         | 1 juli 2019      | -           |
| Vlag van Nederland                            | Thijs Timmermans      | Middenvelder | Odra Opole      | Polen     | 28 augustus 2019 | -           |
|                                               | Contract afgelopen    |              |                 |           |                  |             |
| Vlag van Noord-Macedonië · Vlag van Nederland | Antonio Stankov       | Verdediger   | Pjoenik Jerevan | Armenië   | 1 juli 2019      | -           |
| Vlag van Nederland                            | Maarten Peijnenburg   | Verdediger   | FC Eindhoven    | Nederland | 1 juli 2019      | -           |
| Vlag van Nederland                            | Bryan Janssen         | Doelman      | Onbekend        | -         | 1 juli 2019      | -           |
| Vlag van Nederland · Vlag van Aruba           | Terence Groothusen    | Aanvaller    | Hibernians FC   | Malta     | 1 juli 2019      | -           |
|                                               | Was gehuurd           |              |                 |           |                  |             |
| Vlag van Nederland · Vlag van Suriname        | Crysencio Summerville | Aanvaller    | Feyenoord       | Nederland | 30 juni 2019     | -           |
| Vlag van Nederland                            | Jari Schuurman        | Middenvelder | Feyenoord       | Nederland | 30 juni 2019     | -           |
| Vlag van Nederland · Vlag van Suriname        | Joël Zwarts           | Aanvaller    | Feyenoord       | Nederland | 30 juni 2019     | -           |
| Vlag van Nederland                            | Bo Breukers           | Middenvelder | Fortuna Sittard | Nederland | 30 juni 2019     | -           |
| Vlag van Ierland                              | Simon Power           | Middenvelder | Norwich City    | Engeland  | 30 juni 2019     | -           |

Proef
|                                     | Naam            | Positie    | Oude club     | Land     | Resultaat |
| ----------------------------------- | --------------- | ---------- | ------------- | -------- | --------- |
| Vlag van Brazilië · Vlag van Spanje | Fabian de Abreu | Verdediger | Rio Branco AC | Brazilië | Contract  |

## Wedstrijden

### Voorbereiding
| zaterdag 6 juli 2019 15:00, Vriendschappelijk | FC Dordrecht | 1–2 (0–0) | Feyenoord        | Opstelling FC Dordrecht | Opstelling Feyenoord |  |
| Stadion: Riwal Hoogwerkers Stadion, Dordrecht Toeschouwers: ± 4.000 Scheidsrechter: Lindhout Assistenten: Bexkens Assistenten: Siebert 4de official: Timmer                           | Vicario 53'  |           | 47', 69' Azarkan | 21. Ten Hove 46' ( 1. Stošković) 85' ( 31. Van Leeuwen), 2. Gronsveld 85' ( 39. Jeddaoui), 3. Breedijk 66' ( 14. Montsma), 6. De Abreu 66' ( 23. Lewis), 5. Ormonde-Ottewille 46' ( 15. Green), 16. Kok 85' ( 28. Beuk), 10. Smith 73' ( 24. Smeulers, 7. Schuurman, 11. Cijntje 85' ( 25. Hogesteger), 19. Schalekamp 46' ( 27. Vicario), 22. Erkilinc RESERVEBANK: 1. Stošković, 31. Van Leeuwen, 12. Montsma, 15. Green, 23. Lewis, 24. Smeulers, 25. Hogesteger, 27. Vicario, 28. Beuk, 30. Jeddaoui | 21. Marsman, 4. St. Juste 46' ( 2. Nieuwkoop) 85' ( 44. Hall), 33. Botteghin 46' ( 38. Geertruida), 3. Van Beek 46' ( 6. Van der Heijden), 15. Malacia 46' ( 29. Verdonk) 73' ( 43. Hendriks), 26. Wehrmann 46' ( 37. El Bouchataoui), 18. Ayoub 46' ( 35. Burger), 23. Kökçü 46' ( 28. Toornstra), 41. Summerville 46' ( 10. Berghuis), 45. Bannis 46' ( 34. Vente), 40. Touré 46' ( 42. Azarkan 85' ( 40. Touré) RESERVEBANK: 31. Evora, 2. Nieuwkoop, 6. Van der Heijden, 10. Berghuis, 28. Toornstra, 29. Verdonk, 34. Vente, 35. Burger, 37. El Bouchataoui, 38. Geertruida, 42. Azarkan, 44. Hall |  |
| Stadion: Riwal Hoogwerkers Stadion, Dordrecht Toeschouwers: ± 4.000 Scheidsrechter: Lindhout Assistenten: Bexkens Assistenten: Siebert 4de official: Timmer                           |              |           |                  | 21. Ten Hove 46' ( 1. Stošković) 85' ( 31. Van Leeuwen), 2. Gronsveld 85' ( 39. Jeddaoui), 3. Breedijk 66' ( 14. Montsma), 6. De Abreu 66' ( 23. Lewis), 5. Ormonde-Ottewille 46' ( 15. Green), 16. Kok 85' ( 28. Beuk), 10. Smith 73' ( 24. Smeulers, 7. Schuurman, 11. Cijntje 85' ( 25. Hogesteger), 19. Schalekamp 46' ( 27. Vicario), 22. Erkilinc RESERVEBANK: 1. Stošković, 31. Van Leeuwen, 12. Montsma, 15. Green, 23. Lewis, 24. Smeulers, 25. Hogesteger, 27. Vicario, 28. Beuk, 30. Jeddaoui | 21. Marsman, 4. St. Juste 46' ( 2. Nieuwkoop) 85' ( 44. Hall), 33. Botteghin 46' ( 38. Geertruida), 3. Van Beek 46' ( 6. Van der Heijden), 15. Malacia 46' ( 29. Verdonk) 73' ( 43. Hendriks), 26. Wehrmann 46' ( 37. El Bouchataoui), 18. Ayoub 46' ( 35. Burger), 23. Kökçü 46' ( 28. Toornstra), 41. Summerville 46' ( 10. Berghuis), 45. Bannis 46' ( 34. Vente), 40. Touré 46' ( 42. Azarkan 85' ( 40. Touré) RESERVEBANK: 31. Evora, 2. Nieuwkoop, 6. Van der Heijden, 10. Berghuis, 28. Toornstra, 29. Verdonk, 34. Vente, 35. Burger, 37. El Bouchataoui, 38. Geertruida, 42. Azarkan, 44. Hall |  |
| Stadion: Riwal Hoogwerkers Stadion, Dordrecht Toeschouwers: ± 4.000 Scheidsrechter: Lindhout Assistenten: Bexkens Assistenten: Siebert 4de official: Timmer                           |              |           |                  | 21. Ten Hove 46' ( 1. Stošković) 85' ( 31. Van Leeuwen), 2. Gronsveld 85' ( 39. Jeddaoui), 3. Breedijk 66' ( 14. Montsma), 6. De Abreu 66' ( 23. Lewis), 5. Ormonde-Ottewille 46' ( 15. Green), 16. Kok 85' ( 28. Beuk), 10. Smith 73' ( 24. Smeulers, 7. Schuurman, 11. Cijntje 85' ( 25. Hogesteger), 19. Schalekamp 46' ( 27. Vicario), 22. Erkilinc RESERVEBANK: 1. Stošković, 31. Van Leeuwen, 12. Montsma, 15. Green, 23. Lewis, 24. Smeulers, 25. Hogesteger, 27. Vicario, 28. Beuk, 30. Jeddaoui | 21. Marsman, 4. St. Juste 46' ( 2. Nieuwkoop) 85' ( 44. Hall), 33. Botteghin 46' ( 38. Geertruida), 3. Van Beek 46' ( 6. Van der Heijden), 15. Malacia 46' ( 29. Verdonk) 73' ( 43. Hendriks), 26. Wehrmann 46' ( 37. El Bouchataoui), 18. Ayoub 46' ( 35. Burger), 23. Kökçü 46' ( 28. Toornstra), 41. Summerville 46' ( 10. Berghuis), 45. Bannis 46' ( 34. Vente), 40. Touré 46' ( 42. Azarkan 85' ( 40. Touré) RESERVEBANK: 31. Evora, 2. Nieuwkoop, 6. Van der Heijden, 10. Berghuis, 28. Toornstra, 29. Verdonk, 34. Vente, 35. Burger, 37. El Bouchataoui, 38. Geertruida, 42. Azarkan, 44. Hall |  |
| Bijz.: Jari Schuurman nam halverwege de tweede helft de aanvoerdersband over van Daniël Breedijk. Afwezig: Amadin , De Braal , Creutzburg , Timmermans (op stage bij een andere club) |              |           |                  | | |  |

| zaterdag 13 juli 2019 15:00, Vriendschappelijk | DCV | 0–6 (0–3) | FC Dordrecht                                               | Opstelling DCV | Opstelling FC Dordrecht |
| Stadion: Sportpark Waalplantsoen, Krimpen aan den IJssel |     |           | 9', 67', 78' Hogesteger 31' Vicario 36' Smith 89' Erkılınç |                | 21. Ten Hove 46' ( 1. Stošković), 2. Gronsveld 46' ( 30. Jeddaoui), 23. Lewis 46' ( 3. Breedijk), 6. De Abreu 46' ( 12. Montsma), 15. Green 46' ( 24. Smeulers), 16. Kok, 10. Smith 46' ( 17. Timmermans), 7. Schuurman 46' ( 28. Beuk), 11. Cijntje 46' ( 22. Erkılınç), 27. Vicario 75', 25. Hogesteger RESERVEBANK: 1. Stošković, 31. Van Leeuwen, 3. Breedijk, 5. Ormonde-Ottewill, 12. Montsma, 17. Timmermans, 22. Erkılınç, 24. Smeulers, 28. Beuk, 30. Jeddaoui |
| Stadion: Sportpark Waalplantsoen, Krimpen aan den IJssel |     |           |                                                            |                | 21. Ten Hove 46' ( 1. Stošković), 2. Gronsveld 46' ( 30. Jeddaoui), 23. Lewis 46' ( 3. Breedijk), 6. De Abreu 46' ( 12. Montsma), 15. Green 46' ( 24. Smeulers), 16. Kok, 10. Smith 46' ( 17. Timmermans), 7. Schuurman 46' ( 28. Beuk), 11. Cijntje 46' ( 22. Erkılınç), 27. Vicario 75', 25. Hogesteger RESERVEBANK: 1. Stošković, 31. Van Leeuwen, 3. Breedijk, 5. Ormonde-Ottewill, 12. Montsma, 17. Timmermans, 22. Erkılınç, 24. Smeulers, 28. Beuk, 30. Jeddaoui |
| Stadion: Sportpark Waalplantsoen, Krimpen aan den IJssel |     |           |                                                            |                | 21. Ten Hove 46' ( 1. Stošković), 2. Gronsveld 46' ( 30. Jeddaoui), 23. Lewis 46' ( 3. Breedijk), 6. De Abreu 46' ( 12. Montsma), 15. Green 46' ( 24. Smeulers), 16. Kok, 10. Smith 46' ( 17. Timmermans), 7. Schuurman 46' ( 28. Beuk), 11. Cijntje 46' ( 22. Erkılınç), 27. Vicario 75', 25. Hogesteger RESERVEBANK: 1. Stošković, 31. Van Leeuwen, 3. Breedijk, 5. Ormonde-Ottewill, 12. Montsma, 17. Timmermans, 22. Erkılınç, 24. Smeulers, 28. Beuk, 30. Jeddaoui |
| Bijz.: Daniël Breedijk nam in de tweede helft de aanvoerdersband over van Jari Schuurman. Jaron Vicario verliet in de 75e minuut met een blessure het veld waardoor FC Dordrecht een kwartier met 10 man speelde. Afwezig: Amadin , De Braal , Creutzburg , Schalekamp |     |           |                                                            |                | |

| zaterdag 20 juli 2019 17:00, Vriendschappelijk | FC Den Bosch | 0–1 (0–1) | FC Dordrecht | Opstelling FC Den Bosch | Opstelling FC Dordrecht |  |
| Stadion: Sportpark De Watertoren, Zaltbommel Scheidsrechter: Cantineau |              |           | 40' Marques  | 1. Van der Steen, 2. Deijl, 3. Väisänen, 5. Van Zutphen, 7. Blummel, 8. Brouwers, 11. Verbeek , 13. Velkov, 16. Felida, 20. Rodrigues, 26. Meerveld RESERVEBANK: 6. Van Son, 17. Bouyaghlafen, 21. Leijten, 24. Voets, 27. Farel Cairo, 28. Van der Heijden, 30. Mulders | 21. Ten Hove 85' ( 31. Van Leeuwen), 2. Gronsveld 80' ( 30. Jeddaoui), 3. Breedijk 70' ( 23. Lewis), 6. De Abreu 70' ( 12. Montsma), 15. Green 80' ( 24. Smeulers), 16. Kok 60' ( 17. Timmermans), 10. Smith 80' ( 28. Beuk), 7. Schuurman 80' ( 27. Vicario), 11. Cijntje 60' ( 22. Erkılınç), 9. Marques 70' ( 4. De Braal), 25. Hogesteger RESERVEBANK: 31. Van Leeuwen, 4. De Braal, 12. Montsma, 17. Timmermans, 22. Erkılınç, 23. Lewis, 24. Smeulers, 27. Vicario, 28. Beuk, 30. Jeddaoui |  |
| Stadion: Sportpark De Watertoren, Zaltbommel Scheidsrechter: Cantineau |              |           |              | 1. Van der Steen, 2. Deijl, 3. Väisänen, 5. Van Zutphen, 7. Blummel, 8. Brouwers, 11. Verbeek , 13. Velkov, 16. Felida, 20. Rodrigues, 26. Meerveld RESERVEBANK: 6. Van Son, 17. Bouyaghlafen, 21. Leijten, 24. Voets, 27. Farel Cairo, 28. Van der Heijden, 30. Mulders | 21. Ten Hove 85' ( 31. Van Leeuwen), 2. Gronsveld 80' ( 30. Jeddaoui), 3. Breedijk 70' ( 23. Lewis), 6. De Abreu 70' ( 12. Montsma), 15. Green 80' ( 24. Smeulers), 16. Kok 60' ( 17. Timmermans), 10. Smith 80' ( 28. Beuk), 7. Schuurman 80' ( 27. Vicario), 11. Cijntje 60' ( 22. Erkılınç), 9. Marques 70' ( 4. De Braal), 25. Hogesteger RESERVEBANK: 31. Van Leeuwen, 4. De Braal, 12. Montsma, 17. Timmermans, 22. Erkılınç, 23. Lewis, 24. Smeulers, 27. Vicario, 28. Beuk, 30. Jeddaoui |  |
| Stadion: Sportpark De Watertoren, Zaltbommel Scheidsrechter: Cantineau |              |           |              | 1. Van der Steen, 2. Deijl, 3. Väisänen, 5. Van Zutphen, 7. Blummel, 8. Brouwers, 11. Verbeek , 13. Velkov, 16. Felida, 20. Rodrigues, 26. Meerveld RESERVEBANK: 6. Van Son, 17. Bouyaghlafen, 21. Leijten, 24. Voets, 27. Farel Cairo, 28. Van der Heijden, 30. Mulders | 21. Ten Hove 85' ( 31. Van Leeuwen), 2. Gronsveld 80' ( 30. Jeddaoui), 3. Breedijk 70' ( 23. Lewis), 6. De Abreu 70' ( 12. Montsma), 15. Green 80' ( 24. Smeulers), 16. Kok 60' ( 17. Timmermans), 10. Smith 80' ( 28. Beuk), 7. Schuurman 80' ( 27. Vicario), 11. Cijntje 60' ( 22. Erkılınç), 9. Marques 70' ( 4. De Braal), 25. Hogesteger RESERVEBANK: 31. Van Leeuwen, 4. De Braal, 12. Montsma, 17. Timmermans, 22. Erkılınç, 23. Lewis, 24. Smeulers, 27. Vicario, 28. Beuk, 30. Jeddaoui |  |
| Bijz.: Halverwege de tweede helft nam Jari Schuurman de aanvoerdersband over van Daniël Breedijk. Tegen het einde van de wedstrijd nam Thijs Timmermans de aanvoerdersband over van Jari Schuurman. Jeremy Cijntje viel na een uur uit met een blessure en werd vervangen door Zeki Erkılınç. Afwezig: Amadin , Creutzburg , Ormonde-Ottewille , Schalekamp , Stošković (familieomstandigheden) |              |           |              | | |  |

| woensdag 24 juli 2019 19:30, Halve finale Helders Toernooi                | Helders voetbalelftal | 1–7 (0–1) | FC Dordrecht                                                                  | Opstelling Helders voetbalelftal | Opstelling FC Dordrecht |
| Stadion: Sportcomplex De Streepjesberg, Den Helder                        | Tesselaar 47'         |           | 25', 51', 83' Marques 55' (e.d.) Ankerd 77' Smith 79' Erkılınç 81' Hogesteger |                                  | 21. Ten Hove, 12. Montsma, 3. Breedijk , 6. De Abreu, 15. Green, 17. Timmermans, 27. Vicario, 7. Schuurman, 11. Cijntje, 9. Marques, 22. Erkılınç |
| Stadion: Sportcomplex De Streepjesberg, Den Helder                        |                       |           |                                                                               |                                  | 21. Ten Hove, 12. Montsma, 3. Breedijk , 6. De Abreu, 15. Green, 17. Timmermans, 27. Vicario, 7. Schuurman, 11. Cijntje, 9. Marques, 22. Erkılınç |
| Stadion: Sportcomplex De Streepjesberg, Den Helder                        |                       |           |                                                                               |                                  | 21. Ten Hove, 12. Montsma, 3. Breedijk , 6. De Abreu, 15. Green, 17. Timmermans, 27. Vicario, 7. Schuurman, 11. Cijntje, 9. Marques, 22. Erkılınç |
| Afwezig: Amadin , Creutzburg , Gronsveld , Ormonde-Ottewille , Schalekamp |                       |           |                                                                               |                                  | |

| zaterdag 27 juli 2019 19:30, Finale Helders Toernooi | FC Dordrecht                       | 1–1 (0–1) 4-2 pen. | Jong AZ                                 | Opstelling FC Dordrecht | Opstelling Jong AZ |
| Stadion: Sportcomplex De Streepjesberg, Den Helder   | Marques 35'                        |                    | 77' Oosting                             | 21. Ten Hove, 2. Gronsveld 57' ( 12. Montsma), 23. Lewis, 6. De Abreu 69' ( 4. De Braal), 5. Ormonde-Ottewill 57' ( 15. Green, 16. Kok 69' ( 17. Timmermans), 10. Smith 57' ( 27. Vicario), 7. Schuurman , 11. Cijntje, 9. Marques, 22. Erkılınç 69' ( 25. Hogesteger) |                    |
| Stadion: Sportcomplex De Streepjesberg, Den Helder   | Pen.-serie                         |                    |                                         | 21. Ten Hove, 2. Gronsveld 57' ( 12. Montsma), 23. Lewis, 6. De Abreu 69' ( 4. De Braal), 5. Ormonde-Ottewill 57' ( 15. Green, 16. Kok 69' ( 17. Timmermans), 10. Smith 57' ( 27. Vicario), 7. Schuurman , 11. Cijntje, 9. Marques, 22. Erkılınç 69' ( 25. Hogesteger) |                    |
| Stadion: Sportcomplex De Streepjesberg, Den Helder   | Schuurman Vicario Timmermans Green |                    | Koopmeiners Franken Oosting Baas Bakker | 21. Ten Hove, 2. Gronsveld 57' ( 12. Montsma), 23. Lewis, 6. De Abreu 69' ( 4. De Braal), 5. Ormonde-Ottewill 57' ( 15. Green, 16. Kok 69' ( 17. Timmermans), 10. Smith 57' ( 27. Vicario), 7. Schuurman , 11. Cijntje, 9. Marques, 22. Erkılınç 69' ( 25. Hogesteger) |                    |
| Afwezig: Amadin , Breedijk , Creutzburg , Schalekamp |                                    |                    |                                         | |                    |

| Dinsdag 30 juli 2019 19:00, Vriendschappelijk                             | ASWH                       | 2–2 (1–2) | FC Dordrecht               | Opstelling ASWH | Opstelling FC Dordrecht |
| Stadion: Sportpark Schildman, Hendrik-Ido-Ambacht                         | Korporaal 34' Yıldırım 60' |           | 20' Timmermans 30' Vicario |                 | 1. Stošković, 12. Montsma, 4. De Braal, 6. De Abreu, 15. Green, 16. Kok, 17. Timmermans, 7. Schuurman , 25. Hogesteger, 27. Vicario, 22. Erkılınç RESERVEBANK: 21. Ten Hove, 31. Van Leeuwen, 2. Gronsveld, 9. Marques, 10. Smith, 11. Cijntje, 23. Lewis, 26. Amadin, 28. Beuk, 30. Jeddaoui |
| Stadion: Sportpark Schildman, Hendrik-Ido-Ambacht                         |                            |           |                            |                 | 1. Stošković, 12. Montsma, 4. De Braal, 6. De Abreu, 15. Green, 16. Kok, 17. Timmermans, 7. Schuurman , 25. Hogesteger, 27. Vicario, 22. Erkılınç RESERVEBANK: 21. Ten Hove, 31. Van Leeuwen, 2. Gronsveld, 9. Marques, 10. Smith, 11. Cijntje, 23. Lewis, 26. Amadin, 28. Beuk, 30. Jeddaoui |
| Stadion: Sportpark Schildman, Hendrik-Ido-Ambacht                         |                            |           |                            |                 | 1. Stošković, 12. Montsma, 4. De Braal, 6. De Abreu, 15. Green, 16. Kok, 17. Timmermans, 7. Schuurman , 25. Hogesteger, 27. Vicario, 22. Erkılınç RESERVEBANK: 21. Ten Hove, 31. Van Leeuwen, 2. Gronsveld, 9. Marques, 10. Smith, 11. Cijntje, 23. Lewis, 26. Amadin, 28. Beuk, 30. Jeddaoui |
| Afwezig: Breedijk , Creutzburg , Ormonde-Ottewill , Schalekamp , Smeulers |                            |           |                            |                 | |

| zaterdag 3 augustus 2019 14:30, Vriendschappelijk | FC Dordrecht                                            | 5–3 (3–2) | Norwich City –23          | Opstelling FC Dordrecht | Opstelling Norwich City –23 |  |
| Stadion: Riwal Hoogwerkers Stadion, Dordrecht | De Abreu 8' Marques 10', 55' Lomas 27' (e.d.) Lewis 82' |           | 29' (pen.), 34', 65' Idah | 21. Ten Hove, 12. Montsma, 23. Lewis, 6. De Abreu, 5. Ormonde-Ottewill, 16. Kok, 10. Smith, 7. Schuurman , 11. Cijntje, 9. Marques, 25. Hogesteger RESERVEBANK: 1. Stošković, 31. Van Leeuwen, 2. Gronsveld, 4. De Braal, 15. Green, 17. Timmermans, 22. Erkılınç, 24. Smeulers, 26. Amadin, 27. Vicario, 28. Beuk, 30. Jeddaoui | 1. Mair, 2. Thomas, 3. Nizet, 4. Lomas, 5. Famewo, 6. Milanovic, 8. Adshead, 10. Ahadme, 11. Mourgos, 9. Idah, 7. Flitzpatrick RESERVEBANK: 12. McAlear, 13. Johnson, 14. Jones, 15. Scully, 16. Hondermarck |  |
| Stadion: Riwal Hoogwerkers Stadion, Dordrecht |                                                         |           |                           | 21. Ten Hove, 12. Montsma, 23. Lewis, 6. De Abreu, 5. Ormonde-Ottewill, 16. Kok, 10. Smith, 7. Schuurman , 11. Cijntje, 9. Marques, 25. Hogesteger RESERVEBANK: 1. Stošković, 31. Van Leeuwen, 2. Gronsveld, 4. De Braal, 15. Green, 17. Timmermans, 22. Erkılınç, 24. Smeulers, 26. Amadin, 27. Vicario, 28. Beuk, 30. Jeddaoui | 1. Mair, 2. Thomas, 3. Nizet, 4. Lomas, 5. Famewo, 6. Milanovic, 8. Adshead, 10. Ahadme, 11. Mourgos, 9. Idah, 7. Flitzpatrick RESERVEBANK: 12. McAlear, 13. Johnson, 14. Jones, 15. Scully, 16. Hondermarck |  |
| Stadion: Riwal Hoogwerkers Stadion, Dordrecht |                                                         |           |                           | 21. Ten Hove, 12. Montsma, 23. Lewis, 6. De Abreu, 5. Ormonde-Ottewill, 16. Kok, 10. Smith, 7. Schuurman , 11. Cijntje, 9. Marques, 25. Hogesteger RESERVEBANK: 1. Stošković, 31. Van Leeuwen, 2. Gronsveld, 4. De Braal, 15. Green, 17. Timmermans, 22. Erkılınç, 24. Smeulers, 26. Amadin, 27. Vicario, 28. Beuk, 30. Jeddaoui | 1. Mair, 2. Thomas, 3. Nizet, 4. Lomas, 5. Famewo, 6. Milanovic, 8. Adshead, 10. Ahadme, 11. Mourgos, 9. Idah, 7. Flitzpatrick RESERVEBANK: 12. McAlear, 13. Johnson, 14. Jones, 15. Scully, 16. Hondermarck |  |
| Bijz.: Deze wedstrijd werd gespeeld op de open dag van FC Dordrecht. Savvas Mourgos speelde deze wedstrijd mee bij Norwich City waarvan hij gehuurd werd. Afwezig: Breedijk , Creutzburg , Schalekamp |                                                         |           |                           | | |  |

### TOTO KNVB Beker
| N.n.b., 1e ronde TOTO KNVB Beker              | FC Dordrecht |  | MVV Maastricht | Opstelling FC Dordrecht | Opstelling MVV Maastricht |
| Stadion: Riwal Hoogwerkers Stadion, Dordrecht |              |  |                |                         |                           |
|                                               |              |  |                |                         |                           |
|                                               |              |  |                |                         |                           |
|                                               |              |  |                |                         |                           |

### Keuken Kampioen Divisie

#### Eerste periode
| vrijdag 9 augustus 20:00, Keuken Kampioen Divisie Speelronde 1                                                                                             | FC Dordrecht | 0–2 (0–1) | NAC Breda                   | Opstelling FC Dordrecht | Opstelling NAC Breda |  |
| Stadion: Riwal Hoogwerkers Stadion, Dordrecht Toeschouwers: 2.525 Scheidsrechter: Pérez Assistenten: Van de Ven Assistenten: Koopman 4de official: Sahiner |              |           | 23' Verschueren 67' L. Ilić | 21. Ten Hove, 12. Montsma, 3. Breedijk , 6. De Abreu, 5. Ormonde-Ottewill 34', 16. Kok 28' 83' ( 19. Schalekamp), 10. Smith, 7. Schuurman, 22. Erkılınç 69' ( 27. Vicario), 9. Marques 86', 11. Cijntje 83' ( 25. Hogesteger RESERVEBANK: 31. Van Leeuwen, 2. Gronsveld, 4. De Braal, 15. Green, 19. Schalekamp, 23. Lewis, 25. Hogesteger, 27. Vicario | 1. Olij, 2. Schouten, 3. Riera, 4. Monsalve, 17. Mashart, 6. Verschueren, 7. I. Ilić 73' ( 19. Kudimbana 78'), 8. L. Ilić, 11. El Allouchi, 15. Filipović 62' ( 22. Van der Gaag), 9. Stokkers 89' ( 23. Van Hooijdonk) RESERVEBANK: 25. Custers, 12. Van Anholt, 18. Azzagari, 19. Kudimbana, 20. Van Hecke, 22. Van der Gaag, 23. Van Hooijdonk |  |
| Stadion: Riwal Hoogwerkers Stadion, Dordrecht Toeschouwers: 2.525 Scheidsrechter: Pérez Assistenten: Van de Ven Assistenten: Koopman 4de official: Sahiner |              |           |                             | 21. Ten Hove, 12. Montsma, 3. Breedijk , 6. De Abreu, 5. Ormonde-Ottewill 34', 16. Kok 28' 83' ( 19. Schalekamp), 10. Smith, 7. Schuurman, 22. Erkılınç 69' ( 27. Vicario), 9. Marques 86', 11. Cijntje 83' ( 25. Hogesteger RESERVEBANK: 31. Van Leeuwen, 2. Gronsveld, 4. De Braal, 15. Green, 19. Schalekamp, 23. Lewis, 25. Hogesteger, 27. Vicario | 1. Olij, 2. Schouten, 3. Riera, 4. Monsalve, 17. Mashart, 6. Verschueren, 7. I. Ilić 73' ( 19. Kudimbana 78'), 8. L. Ilić, 11. El Allouchi, 15. Filipović 62' ( 22. Van der Gaag), 9. Stokkers 89' ( 23. Van Hooijdonk) RESERVEBANK: 25. Custers, 12. Van Anholt, 18. Azzagari, 19. Kudimbana, 20. Van Hecke, 22. Van der Gaag, 23. Van Hooijdonk |  |
| Stadion: Riwal Hoogwerkers Stadion, Dordrecht Toeschouwers: 2.525 Scheidsrechter: Pérez Assistenten: Van de Ven Assistenten: Koopman 4de official: Sahiner |              |           |                             | 21. Ten Hove, 12. Montsma, 3. Breedijk , 6. De Abreu, 5. Ormonde-Ottewill 34', 16. Kok 28' 83' ( 19. Schalekamp), 10. Smith, 7. Schuurman, 22. Erkılınç 69' ( 27. Vicario), 9. Marques 86', 11. Cijntje 83' ( 25. Hogesteger RESERVEBANK: 31. Van Leeuwen, 2. Gronsveld, 4. De Braal, 15. Green, 19. Schalekamp, 23. Lewis, 25. Hogesteger, 27. Vicario | 1. Olij, 2. Schouten, 3. Riera, 4. Monsalve, 17. Mashart, 6. Verschueren, 7. I. Ilić 73' ( 19. Kudimbana 78'), 8. L. Ilić, 11. El Allouchi, 15. Filipović 62' ( 22. Van der Gaag), 9. Stokkers 89' ( 23. Van Hooijdonk) RESERVEBANK: 25. Custers, 12. Van Anholt, 18. Azzagari, 19. Kudimbana, 20. Van Hecke, 22. Van der Gaag, 23. Van Hooijdonk |  |
| Afwezig: Mourgos |              |           |                             | | |  |

| vrijdag 16 augustus 20:00, Keuken Kampioen Divisie Speelronde 2                                                                                       | FC Eindhoven                                        | 5–1 (1–0) | FC Dordrecht | Opstelling FC Eindhoven | Opstelling FC Dordrecht |  |
| Stadion: Jan Louwers Stadion, Eindhoven Toeschouwers: 2.381 Scheidsrechter: Kooij Assistenten: Janssen Assistenten: Küçükerbir 4de official: Hardeman | Lopes 45', 62', 81' Van den Boomen 55' Sleegers 70' |           | 86' Marques  | 1. Swinkels, 3. Seedorf, 29. Idzes, 2. Peijnenburg 32', 5. Zé Pedro 51' 63' ( 20. Vermeulen 85'), 6. Essikal, 25. De Rooij 72' ( 11. Bourard), 10. Van den Boomen , 17. Lopes, 9. Van der Sande 7' 77' ( 15. Cicilia), 26. Sleegers RESERVEBANK: 12. Bergsen, 30. Jonkerman, 4. Biemans, 11. Bourard, 15. Cicilia, 16. Burgering, 20. Vermeulen | 21. Ten Hove, 12. Montsma, 3. Breedijk , 6. De Abreu, 5. Ormonde-Ottewill, 16. Kok 27' 72' ( 15. Green), 10. Smith, 27. Vicario 31' 61' ( 25. Hogesteger), 7. Schuurman, 11. Cijntje, 9. Marques 65' RESERVEBANK: 1. Stošković, 4. De Braal, 15. Green, 19. Schalekamp, 22. Erkılınç, 23. Lewis, 25. Hogesteger, 26. Amadin |  |
| Stadion: Jan Louwers Stadion, Eindhoven Toeschouwers: 2.381 Scheidsrechter: Kooij Assistenten: Janssen Assistenten: Küçükerbir 4de official: Hardeman |                                                     |           |              | 1. Swinkels, 3. Seedorf, 29. Idzes, 2. Peijnenburg 32', 5. Zé Pedro 51' 63' ( 20. Vermeulen 85'), 6. Essikal, 25. De Rooij 72' ( 11. Bourard), 10. Van den Boomen , 17. Lopes, 9. Van der Sande 7' 77' ( 15. Cicilia), 26. Sleegers RESERVEBANK: 12. Bergsen, 30. Jonkerman, 4. Biemans, 11. Bourard, 15. Cicilia, 16. Burgering, 20. Vermeulen | 21. Ten Hove, 12. Montsma, 3. Breedijk , 6. De Abreu, 5. Ormonde-Ottewill, 16. Kok 27' 72' ( 15. Green), 10. Smith, 27. Vicario 31' 61' ( 25. Hogesteger), 7. Schuurman, 11. Cijntje, 9. Marques 65' RESERVEBANK: 1. Stošković, 4. De Braal, 15. Green, 19. Schalekamp, 22. Erkılınç, 23. Lewis, 25. Hogesteger, 26. Amadin |  |
| Stadion: Jan Louwers Stadion, Eindhoven Toeschouwers: 2.381 Scheidsrechter: Kooij Assistenten: Janssen Assistenten: Küçükerbir 4de official: Hardeman |                                                     |           |              | 1. Swinkels, 3. Seedorf, 29. Idzes, 2. Peijnenburg 32', 5. Zé Pedro 51' 63' ( 20. Vermeulen 85'), 6. Essikal, 25. De Rooij 72' ( 11. Bourard), 10. Van den Boomen , 17. Lopes, 9. Van der Sande 7' 77' ( 15. Cicilia), 26. Sleegers RESERVEBANK: 12. Bergsen, 30. Jonkerman, 4. Biemans, 11. Bourard, 15. Cicilia, 16. Burgering, 20. Vermeulen | 21. Ten Hove, 12. Montsma, 3. Breedijk , 6. De Abreu, 5. Ormonde-Ottewill, 16. Kok 27' 72' ( 15. Green), 10. Smith, 27. Vicario 31' 61' ( 25. Hogesteger), 7. Schuurman, 11. Cijntje, 9. Marques 65' RESERVEBANK: 1. Stošković, 4. De Braal, 15. Green, 19. Schalekamp, 22. Erkılınç, 23. Lewis, 25. Hogesteger, 26. Amadin |  |
| Afwezig: Gronsveld , Mourgos |                                                     |           |              | | |  |

| vrijdag 23 augustus 20:00, Keuken Kampioen Divisie Speelronde 3                                                                                         | FC Dordrecht            | 2–5 (2–3) | Jong Ajax                                    | Opstelling FC Dordrecht | Opstelling Jong Ajax |  |
| Stadion: Riwal Hoogwerkers Stadion, Dordrecht Toeschouwers: 1.972 Scheidsrechter: Bax Assistenten: Boonman Assistenten: Beijer 4de official: Aafouallah | Schuurman 19' Smith 45' |           | 26' Jensen 35' Kemper 42', 76' Lang 73' Kühn | 21. Ten Hove, 12. Montsma, 3. Breedijk , 6. De Abreu 24', 5. Ormonde-Ottewill, 16. Kok 71' ( 15. Green), 10. Smith 78' ( 19. Schalekamp), 7. Schuurman, 11. Cijntje, 9. Marques, 22. Erkılınç 47' ( 27. Vicario) RESERVEBANK: 1. Stošković, 31. Van Leeuwen, 2. Gronsveld, 15. Green, 19. Schalekamp, 23. Lewis, 24. Smeulers, 25. Hogesteger, 26. Amadin, 27. Vicario | 1. Scherpen, 2. Ter Heide, 3. J. Timber 44', 4. Pierie, 5. Kemper , 6. Ekkelenkamp 62' ( 18. Taylor), 8. Gravenberch, 10. De Wit 23', 7. Jensen 69' ( 17. Kühn), 9. Traoré 82' ( 19. Brobbey), 11. Lang RESERVEBANK: 12. El Maach, 15. Solomons, 16. Q. Timber, 17. Kühn, 18. Taylor, 19. Brobbey, 20. Méndez, 21. Thethani |  |
| Stadion: Riwal Hoogwerkers Stadion, Dordrecht Toeschouwers: 1.972 Scheidsrechter: Bax Assistenten: Boonman Assistenten: Beijer 4de official: Aafouallah |                         |           |                                              | 21. Ten Hove, 12. Montsma, 3. Breedijk , 6. De Abreu 24', 5. Ormonde-Ottewill, 16. Kok 71' ( 15. Green), 10. Smith 78' ( 19. Schalekamp), 7. Schuurman, 11. Cijntje, 9. Marques, 22. Erkılınç 47' ( 27. Vicario) RESERVEBANK: 1. Stošković, 31. Van Leeuwen, 2. Gronsveld, 15. Green, 19. Schalekamp, 23. Lewis, 24. Smeulers, 25. Hogesteger, 26. Amadin, 27. Vicario | 1. Scherpen, 2. Ter Heide, 3. J. Timber 44', 4. Pierie, 5. Kemper , 6. Ekkelenkamp 62' ( 18. Taylor), 8. Gravenberch, 10. De Wit 23', 7. Jensen 69' ( 17. Kühn), 9. Traoré 82' ( 19. Brobbey), 11. Lang RESERVEBANK: 12. El Maach, 15. Solomons, 16. Q. Timber, 17. Kühn, 18. Taylor, 19. Brobbey, 20. Méndez, 21. Thethani |  |
| Stadion: Riwal Hoogwerkers Stadion, Dordrecht Toeschouwers: 1.972 Scheidsrechter: Bax Assistenten: Boonman Assistenten: Beijer 4de official: Aafouallah |                         |           |                                              | 21. Ten Hove, 12. Montsma, 3. Breedijk , 6. De Abreu 24', 5. Ormonde-Ottewill, 16. Kok 71' ( 15. Green), 10. Smith 78' ( 19. Schalekamp), 7. Schuurman, 11. Cijntje, 9. Marques, 22. Erkılınç 47' ( 27. Vicario) RESERVEBANK: 1. Stošković, 31. Van Leeuwen, 2. Gronsveld, 15. Green, 19. Schalekamp, 23. Lewis, 24. Smeulers, 25. Hogesteger, 26. Amadin, 27. Vicario | 1. Scherpen, 2. Ter Heide, 3. J. Timber 44', 4. Pierie, 5. Kemper , 6. Ekkelenkamp 62' ( 18. Taylor), 8. Gravenberch, 10. De Wit 23', 7. Jensen 69' ( 17. Kühn), 9. Traoré 82' ( 19. Brobbey), 11. Lang RESERVEBANK: 12. El Maach, 15. Solomons, 16. Q. Timber, 17. Kühn, 18. Taylor, 19. Brobbey, 20. Méndez, 21. Thethani |  |
| Afwezig: De Braal , Mourgos , Wehrmann |                         |           |                                              | | |  |

| vrijdag 30 augustus 20:00, Keuken Kampioen Divisie Speelronde 4                                                                                           | Jong AZ      | 1–1 (0–0) | FC Dordrecht   | Opstelling Jong AZ | Opstelling FC Dordrecht |
| Stadion: AFAS Trainingscomplex, Wijdewormer Toeschouwers: 400 Scheidsrechter: Gansner Assistenten: Weterings Assistenten: Persoon 4de official: Vereijken | Sedláček 77' |           | 90+3' De Abreu |                    |                         |
| Stadion: AFAS Trainingscomplex, Wijdewormer Toeschouwers: 400 Scheidsrechter: Gansner Assistenten: Weterings Assistenten: Persoon 4de official: Vereijken |              |           |                |                    |                         |
| Stadion: AFAS Trainingscomplex, Wijdewormer Toeschouwers: 400 Scheidsrechter: Gansner Assistenten: Weterings Assistenten: Persoon 4de official: Vereijken |              |           |                |                    |                         |
| Afwezig: De Braal , Mourgos , Wehrmann |              |           |                |                    |                         |

| zaterdag 7 sept. 18:30, Keuken Kampioen Divisie Speelronde 5 | FC Dordrecht | 1–1 (1–1) | MVV Maastricht | Opstelling FC Dordrecht | Opstelling MVV Maastricht |
| Stadion: Riwal Hoogwerkers Stadion, Dordrecht Toeschouwers: 1.331 Scheidsrechter: Robin Hensgens Assistenten: Van Vlokhoven Assistenten: De Groot 4de official: Rozendal | De Abreu 29' |           | 3' Holtby      |                         |                           |
| Stadion: Riwal Hoogwerkers Stadion, Dordrecht Toeschouwers: 1.331 Scheidsrechter: Robin Hensgens Assistenten: Van Vlokhoven Assistenten: De Groot 4de official: Rozendal |              |           |                |                         |                           |
| Stadion: Riwal Hoogwerkers Stadion, Dordrecht Toeschouwers: 1.331 Scheidsrechter: Robin Hensgens Assistenten: Van Vlokhoven Assistenten: De Groot 4de official: Rozendal |              |           |                |                         |                           |
| Afwezig: Daniël Breedijk , De Braal , Mourgos Niet speelgerechtigd: Aminu Interlandverplichtingen: -elftal: Vicario                                                      |              |           |                |                         |                           |

| vrijdag 13 sept. 20:00, Keuken Kampioen Divisie Speelronde 6 | FC Volendam | 1–1 (1–1) | FC Dordrecht | Opstelling FC Volendam | Opstelling FC Dordrecht |
| Stadion: Kras Stadion, Volendam                              |             |           |              |                        |                         |
|                                                              |             |           |              |                        |                         |
|                                                              |             |           |              |                        |                         |
|                                                              |             |           |              |                        |                         |

| vrijdag 20 sept. 20:00, Keuken Kampioen Divisie Speelronde 7 | FC Dordrecht | 2–0 (1–0) | N.E.C. | Opstelling FC Dordrecht | Opstelling N.E.C. |
| Stadion: Riwal Hoogwerkers Stadion, Dordrecht                |              |           |        |                         |                   |
|                                                              |              |           |        |                         |                   |
|                                                              |              |           |        |                         |                   |
|                                                              |              |           |        |                         |                   |

| vrijdag 27 sept. 20:00, Keuken Kampioen Divisie Speelronde 8 | Almere City FC | 3–2 (1–2) | FC Dordrecht | Opstelling Almere City FC | Opstelling FC Dordrecht |
| Stadion: Yanmar Stadion, Almere                              |                |           |              |                           |                         |
|                                                              |                |           |              |                           |                         |
|                                                              |                |           |              |                           |                         |
|                                                              |                |           |              |                           |                         |

| vrijdag 4 oktober 20:00, Keuken Kampioen Divisie Speelronde 9 | FC Dordrecht | 2–5 (0–2) | Jong FC Utrecht | Opstelling FC Dordrecht | Opstelling Jong FC Utrecht |
| Stadion: Riwal Hoogwerkers Stadion, Dordrecht                 |              |           |                 |                         |                            |
|                                                               |              |           |                 |                         |                            |
|                                                               |              |           |                 |                         |                            |
|                                                               |              |           |                 |                         |                            |

#### Tweede periode
| zondag 13 oktober 16:45, Keuken Kampioen Divisie Speelronde 10 | Excelsior |  | FC Dordrecht | Opstelling Excelsior | Opstelling FC Dordrecht |
| Stadion: Van Donge & De Roo Stadion, Rotterdam                 |           |  |              |                      |                         |
|                                                                |           |  |              |                      |                         |
|                                                                |           |  |              |                      |                         |
|                                                                |           |  |              |                      |                         |

| vrijdag 18 oktober 20:00, Keuken Kampioen Divisie Speelronde 11 | FC Dordrecht |  | Helmond Sport | Opstelling FC Dordrecht | Opstelling Helmond Sport |
| Stadion: Riwal Hoogwerkers Stadion, Dordrecht                   |              |  |               |                         |                          |
|                                                                 |              |  |               |                         |                          |
|                                                                 |              |  |               |                         |                          |
|                                                                 |              |  |               |                         |                          |

| vrijdag 25 oktober 20:00, Keuken Kampioen Divisie Speelronde 12 | De Graafschap |  | FC Dordrecht | Opstelling De Graafschap | Opstelling FC Dordrecht |
| Stadion: De Vijverberg, Doetinchem                              |               |  |              |                          |                         |
|                                                                 |               |  |              |                          |                         |
|                                                                 |               |  |              |                          |                         |
|                                                                 |               |  |              |                          |                         |

| vrijdag 1 november 20:00, Keuken Kampioen Divisie Speelronde 13 | FC Dordrecht |  | TOP Oss | Opstelling FC Dordrecht | Opstelling TOP Oss |
| Stadion: Riwal Hoogwerkers Stadion, Dordrecht                   |              |  |         |                         |                    |
|                                                                 |              |  |         |                         |                    |
|                                                                 |              |  |         |                         |                    |
|                                                                 |              |  |         |                         |                    |

| vrijdag 8 november 20:00, Keuken Kampioen Divisie Speelronde 14 | Go Ahead Eagles |  | FC Dordrecht | Opstelling Go Ahead Eagles | Opstelling FC Dordrecht |
| Stadion: De Adelaarshorst, Deventer                             |                 |  |              |                            |                         |
|                                                                 |                 |  |              |                            |                         |
|                                                                 |                 |  |              |                            |                         |
|                                                                 |                 |  |              |                            |                         |

| vrijdag 15 nov. 20:00, Keuken Kampioen Divisie Speelronde 15 | FC Dordrecht |  | Roda JC Kerkrade | Opstelling FC Dordrecht | Opstelling Roda JC Kerkrade |
| Stadion: Riwal Hoogwerkers Stadion, Dordrecht                |              |  |                  |                         |                             |
|                                                              |              |  |                  |                         |                             |
|                                                              |              |  |                  |                         |                             |
|                                                              |              |  |                  |                         |                             |

| vrijdag 22 nov. 20:00, Keuken Kampioen Divisie Speelronde 16 | FC Dordrecht |  | Telstar | Opstelling FC Dordrecht | Opstelling Telstar |
| Stadion: Riwal Hoogwerkers Stadion, Dordrecht                |              |  |         |                         |                    |
|                                                              |              |  |         |                         |                    |
|                                                              |              |  |         |                         |                    |
|                                                              |              |  |         |                         |                    |

| vrijdag 29 nov. 20:00, Keuken Kampioen Divisie Speelronde 17 | FC Den Bosch |  | FC Dordrecht | Opstelling FC Den Bosch | Opstelling FC Dordrecht |
| Stadion: De Vliert, Den Bosch                                |              |  |              |                         |                         |
|                                                              |              |  |              |                         |                         |
|                                                              |              |  |              |                         |                         |
|                                                              |              |  |              |                         |                         |

| vrijdag 6 december 20:00, Keuken Kampioen Divisie Speelronde 18 | FC Dordrecht |  | SC Cambuur | Opstelling FC Dordrecht | Opstelling SC Cambuur |
| Stadion: Riwal Hoogwerkers Stadion, Dordrecht                   |              |  |            |                         |                       |
|                                                                 |              |  |            |                         |                       |
|                                                                 |              |  |            |                         |                       |
|                                                                 |              |  |            |                         |                       |

| vrijdag 13 dec. 20:00, Keuken Kampioen Divisie Speelronde 19 | Jong PSV |  | FC Dordrecht | Opstelling Jong PSV | Opstelling FC Dordrecht |
| Stadion: De Herdgang, Eindhoven                              |          |  |              |                     |                         |
|                                                              |          |  |              |                     |                         |
|                                                              |          |  |              |                     |                         |
|                                                              |          |  |              |                     |                         |

## Statistieken

### Topscorers
| #                             | Naam                          | Goal |
| ----------------------------- | ----------------------------- | ---- |
| 1.                            | Fabian de Abreu               | 3    |
| 2.                            | Pedro Marques                 | 1    |
| 2.                            | Jari Schuurman                | 1    |
| 2.                            | Renny Smith                   | 1    |
| 2.                            | Dwayne Green                  | 1    |
| Eigen doelpunten tegenstander | Eigen doelpunten tegenstander | 1    |
| Totaal                        | Totaal                        | 8    |

| #      | Naam   | Goal |
| ------ | ------ | ---- |
| 1.     | -      | –    |
| Totaal | Totaal | –    |

| #                             | Naam                          | Goal |
| ----------------------------- | ----------------------------- | ---- |
| 1.                            | Pedro Marques                 | 7    |
| 2.                            | Quincy Hogesteger             | 4    |
| 3.                            | Jaron Vicario                 | 3    |
| 4.                            | Zeki Erkılınç                 | 2    |
| 4.                            | Renny Smith                   | 2    |
| 6.                            | Thijs Timmermans              | 1    |
| 6.                            | Fabian de Abreu               | 1    |
| 6.                            | Noah Lewis                    | 1    |
| Eigen doelpunten tegenstander | Eigen doelpunten tegenstander | 2    |
| Totaal                        | Totaal                        | 23   |

### Vriendschappelijk
| Stand  | Gespeeld | Gewonnen | Gelijk | Verloren | Punten | Doelpunten voor | Doelpunten tegen | Gele kaarten | Twee gele kaarten in 1 wedstrijd | Rode kaarten |
| ------ | -------- | -------- | ------ | -------- | ------ | --------------- | ---------------- | ------------ | -------------------------------- | ------------ |
| N.V.T. | 7        | 4        | 1      | 2        | N.V.T  | 23              | 9                | 0            | 0                                | 0            |

#### Keepers: Tegendoelpunten en de nul gehouden
| Speler             | Wed | Doelpunten tegen | Gem  | De nul gehouden |
| ------------------ | --- | ---------------- | ---- | --------------- |
| Ramón ten Hove     | 6   | 5                | 0,84 | 3               |
| Petar Stošković    | 3   | 4                | 1,33 | 1               |
| Jordie van Leeuwen | 2   | 0                | 0    | 2               |

#### Helders toernooi
|  | Halve finale          | Halve finale |       |                       | Finale         | Finale |
|  |                       |              |       |                       |                |        |
|  |                       |              |       |                       |                |        |
|  | Helders voetbalelftal | 1            |       |                       |                |        |
|  | FC Dordrecht          | 7            |       |                       |                |        |
|  |                       |              |       |                       |                |        |
|  |                       |              |       |                       |                |        |
|  |                       |              |       |                       | FC Dordrecht   | 1 (2)  |
|  |                       | Jong AZ      | 1 (4) |                       |                |        |
|  |                       |              |       |                       |                |        |
|  |                       |              |       |                       | Derde plaats   |        |
|  |                       |              |       |                       |                |        |
|  | Almere City FC        | 0            |       | Helders voetbalelftal | 0              |        |
|  | Jong AZ               | 2            |       |                       | Almere City FC | 9      |

### Keuken Kampioen Divisie

#### Stand en punten
| 19 |

| 0 |

| 20 |

| 0 |

| 20 |

| 0 |

| 20 |

| 1 |

| 19 |

| 2 |

| 20 |

| 3 |

| 16 |

| 6 |

|  |

|  |

|  |

|  |

|  |

|  |

|  |

|  |

|  |

|  |

|  |

|  |

|  |

|  |

|  |

|  |

|  |

|  |

|  |

|  |

|  |

|  |

|  |

|  |

|  |

|  |

|  |

|  |

|  |

|  |

|  |

|  |

|  |

|  |

|  |

|  |

|  |

|  |

|  |

|  |

|  |

|  |

|  |

|  |

|  |

|  |

|  |

|  |

|  |

|  |

|  |

|  |

|  |

|  |

|  |

|  |

|  |

|  |

|  |

|  |

|  |

|  |

| Legenda       | |
| Plaats:       | |
| 1e            | Kampioen, promotie naar de Eredivisie                                                                                             |
| 2e            | Promotie naar de Eredivisie |
| 3e t/m 8e     | 1e ronde nacompetitie voor promotie (mits de periodekampioenen bij de eerste 8 eindigen en de beloftenploegen buiten de eerste 8) |
| 9e t/m 20e    | – |
| Symbool/kleur | |
| Gestegen      | Plaats(en) gestegen ten opzichte van vorige speelronde                                                                            |
| Stabiel       | Plaats gelijk gebleven ten opzichte van vorige speelronde                                                                         |
| Gedaald       | Plaats(en) gezakt ten opzichte van vorige speelronde                                                                              |
|               | Aantal punten |

#### Tussenstand
| Stand | Gespeeld | Gewonnen | Gelijk | Verloren | Punten | Doelpunten voor | Doelpunten tegen | Gele kaarten | Twee gele kaarten in 1 wedstrijd | Rode kaarten |
| ----- | -------- | -------- | ------ | -------- | ------ | --------------- | ---------------- | ------------ | -------------------------------- | ------------ |
| 16    | 7        | 1        | 3      | 3        | 0      | 8               | 15               | 13           | 1                                | 0            |

#### Keepers: Tegendoelpunten en de nul gehouden
| Speler             | Wed | Doelpunten tegen | Gem | De nul gehouden |
| ------------------ | --- | ---------------- | --- | --------------- |
| Andries Noppert    | 1   | 0                | 0   | 1               |
| Ramón ten Hove     | 5   | 14               | 2,8 | 0               |
| Petar Stošković    | 1   | 1                | 1   | 0               |
| Jordie van Leeuwen | 0   | 0                | 0   | 0               |

### TOTO KNVB beker
| Stand  | Gespeeld | Gewonnen | Gelijk | Verloren | Punten | Doelpunten voor | Doelpunten tegen | Gele kaarten | Twee gele kaarten in 1 wedstrijd | Rode kaarten |
| ------ | -------- | -------- | ------ | -------- | ------ | --------------- | ---------------- | ------------ | -------------------------------- | ------------ |
| N.V.T. | 0        | 0        | 0      | 0        | N.V.T  | 0               | 0                | 0            | 0                                | 0            |

#### Keepers: Tegendoelpunten en de nul gehouden
| Speler             | Wed in actie | Doelpunten tegen | Gem | De nul gehouden |
| ------------------ | ------------ | ---------------- | --- | --------------- |
| Andries Noppert    | 0            | 0                | 0   | 0               |
| Ramón ten Hove     | 0            | 0                | 0   | 0               |
| Petar Stošković    | 0            | 0                | 0   | 0               |
| Jordie van Leeuwen | 0            | 0                | 0   | 0               |

#### Toernooischema
|  | Eerste ronde       | Eerste ronde   | Eerste ronde |  |  | Tweede ronde | Tweede ronde | Tweede ronde |  |  | Achtste finale | Achtste finale | Achtste finale |  |  | Kwartfinale | Kwartfinale | Kwartfinale |  |  | Halve finale | Halve finale | Halve finale |  |  | Finale | Finale | Finale |
|  |                    |                |              |  |  |              |              |              |  |  |                |                |                |  |  |             |             |             |  |  |              |              |              |  |  |        |        |        |
|  | Vlag van Nederland | FC Dordrecht   |              |  |  |              |              |              |  |  |                |                |                |  |  |             |             |             |  |  |              |              |              |  |  |        |        |        |
|  | Vlag van Nederland | MVV Maastricht |              |  |  |              |              |              |  |  |                |                |                |  |  |             |             |             |  |  |              |              |              |  |  |        |        |        |
|  |                    |                |              |  |  |              |              |              |  |  |                |                |                |  |  |             |             |             |  |  |              |              |              |  |  |        |        |        |
|  |                    |                |              |  |  |              |              |              |  |  |                |                |                |  |  |             |             |             |  |  |              |              |              |  |  |        |        |        |
|  |                    |                |              |  |  |              |              |              |  |  |                |                |                |  |  |             |             |             |  |  |              |              |              |  |  |        |        |        |
|  |                    |                |              |  |  |              |              |              |  |  |                |                |                |  |  |             |             |             |  |  |              |              |              |  |  |        |        |        |
|  |                    |                |              |  |  |              |              |              |  |  |                |                |                |  |  |             |             |             |  |  |              |              |              |  |  |        |        |        |